# 동태찌개
동태찌개는 동태로 만든 찌개이다.

## 같이 보기
- 동태
- 찌개